# Fannia operta
Fannia operta är en tvåvingeart som beskrevs av Chillcott 1961. Fannia operta ingår i släktet Fannia och familjen takdansflugor.
Artens utbredningsområde är Kalifornien. Inga underarter finns listade i Catalogue of Life.